# Madison Cawthorn
David Madison Cawthorn, né le 1er août 1995 à Asheville (Caroline du Nord), est un homme politique américain. Membre du Parti républicain, il est élu à Chambre des représentants des États-Unis en 2020. Représentant la Caroline du Nord de 2021 à 2023, il est l'un des plus jeunes élus au Congrès de l'histoire.

## Biographie

### Jeunesse
Madison Cawthorn grandit dans une famille baptiste et est éduqué à domicile à Hendersonville, en Caroline du Nord. Durant son adolescence, il travaille dans un Chick-fil-A.
En 2014, il est victime d'un accident de voiture. Lors d'un voyage en Floride, l'un de ses amis s'endort au volant de son SUV et rentre dans une barrière en béton. Après plusieurs mois à l'hôpital et plusieurs opérations, Cawthorn reste paralysé à partir de la taille,. Ses frais médicaux s'élèvent alors à environ trois millions de dollars. La compagnie d'assurance du conducteur rembourse finalement cette somme. Cawthorne poursuit la société en justice pour 30 millions de dollars, mais il est débouté.
À l'automne 2016, il étudie les sciences politiques au Patrick Henry College (en), une université évangélique. Il quitte cependant l'université après un semestre, invoquant des difficultés d'apprentissage liées à son accident,. Il devient par la suite investisseur en immobilier.
Durant sa première campagne, Madison Cawthorn est accusé de mentir sur son histoire : il prétend que son accident l'a empêché d'accéder à l'Académie navale d'Annapolis, alors que sa candidature avait été rejetée avant l'accident. Par ailleurs, tandis qu'il se présente dans sa communication politique et sur les réseaux sociaux comme un athlète se préparant pour les Jeux paralympiques de Tokyo, il n'est repris dans aucune liste du Comité international paralympique et des athlètes paralympiques ont exprimé leur scepticisme sur ses aptitudes et motivations.

### Élection au Congrès

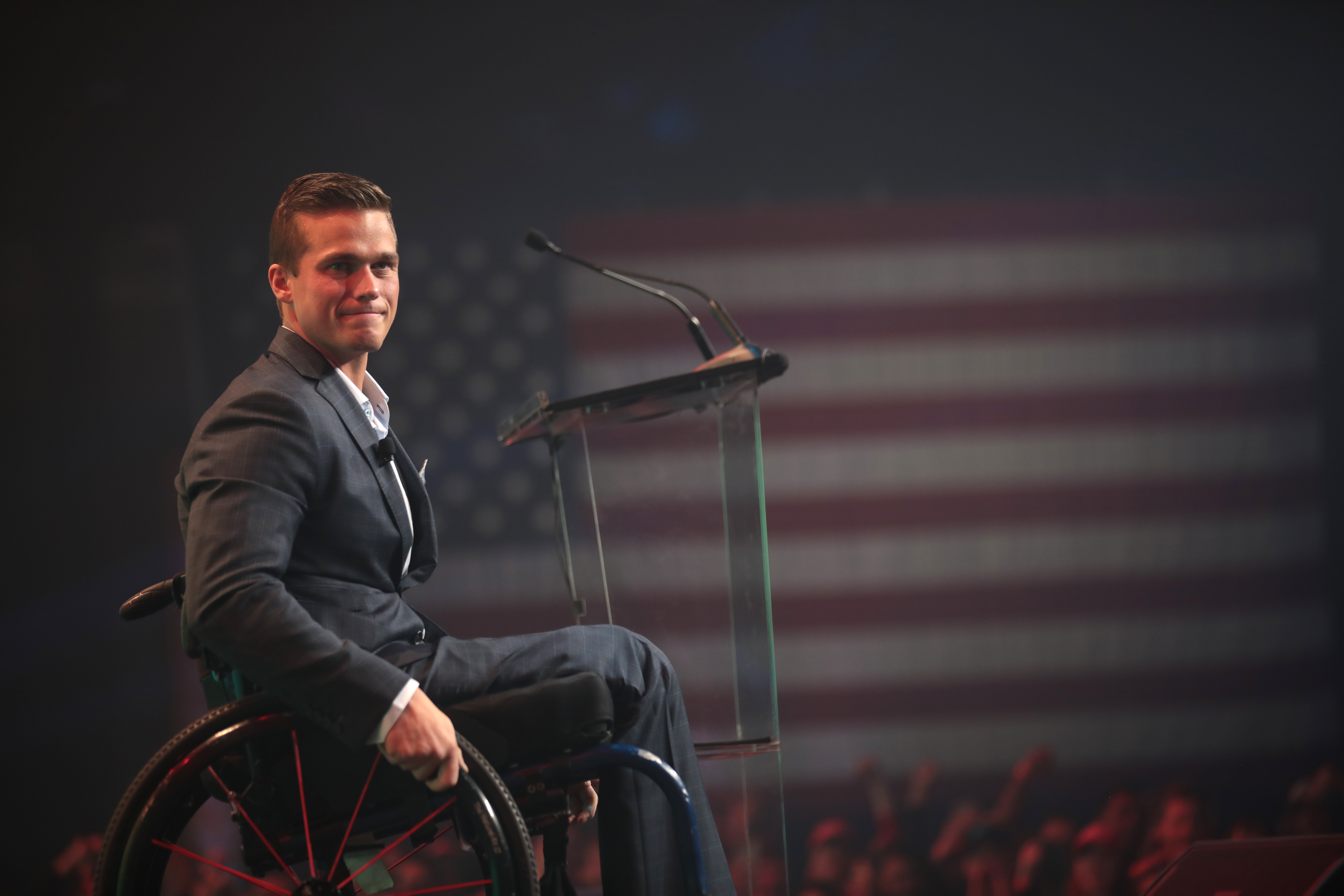
Madison Cawthorn au Student Action Summit en décembre 2020.

De janvier 2015 à août 2016, il travaille pour le représentant républicain Mark Meadows.
Lorsque Meadows devient chef de cabinet de Donald Trump, il laisse son siège à la Chambre des représentants des États-Unis. Cawthorn se présente alors dans le 11e district de Caroline du Nord à l'occasion des élections de 2020. Meadows, qui a annoncé sa décision de ne pas se représenter à seulement quelques jours de la date limite pour déposer sa candidature, apporte son soutien à Lynda Bennett, proche de son épouse. Cawthorn arrive en deuxième position de la primaire républicaine, derrière Bennett qui ne réussit pas à atteindre les 30 % nécessaires pour éviter un second tour. Durant l'entre-deux-tours, Cawthorn critique Bennett pour ses nombreux soutiens au sein de l'establishment républicain et son refus de participer à un débat. Malgré le soutien de Donald Trump à Bennett, Madison Cawthorn remporte largement le second tour avec environ deux tiers des suffrages,.
Dans ce district conservateur, il devient le favori pour l'élection de novembre face à l'ancien colonel de l'Air Force Moe Davis. La campagne semble cependant se resserrer après des accusations de racisme et d'agressions sexuelles contre Cawthorn, qui rejette ces accusations,. Le jeune républicain est également critiqué pour avoir fait référence à Adolf Hitler en tant que Führer sur les réseaux sociaux après une visite du Berghof, qui se trouvait sur sa liste des lieux à visiter avant de mourir,,. En novembre 2020, il est élu avec environ 54 % des suffrages. Il devient le plus jeune représentant des États-Unis depuis 1965, et le plus jeune représentant de l'histoire du Parti républicain,. En effet, il n'a atteint l'âge minimum pour être élu (25 ans) qu'en août 2020,.

### Un mandat unique de représentant

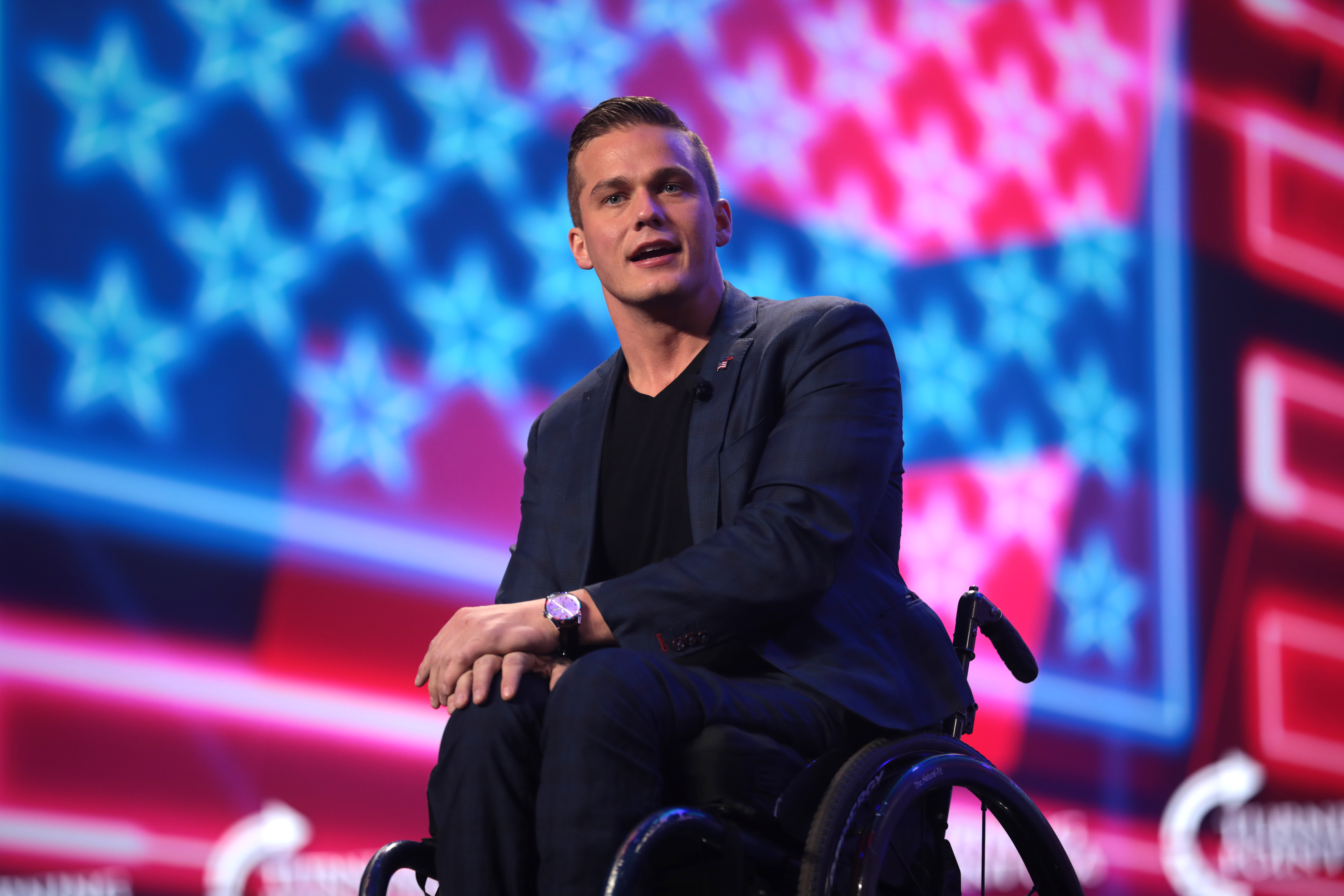
Madison Cawthorn à lAmericaFest en décembre 2021.

Madison Cawthorn prend ses fonctions de représentant le 3 janvier 2021.
Son mandat est marqué par de multiples controverses : orateur devant les partisans de Donald Trump avant l'assaut du Capitole, il affirme à tort que des militants antifascistes sont responsables des violences ; il se présente plusieurs fois à l'aéroport avec une arme chargée ; il conduit sans permis valide ; il est accusé de délit d'initié à propos de cryptomonnaies, etc.,,. Par ailleurs, il assume avoir constitué son équipe d'assistants sur la communication plutôt que sur le travail parlementaire. Ainsi, aucune de ses 37 propositions de loi n'est adoptée et seules six propositions qu'il a cosignées (sur 342) l'ont été ; Madison Cawthorn se trouve toutefois dans l'opposition.
Après le redécoupage des circonscriptions de Caroline du Nord, Madison Cawthorn envisage de se présenter dans un autre district plus conservateur. Il se ravise finalement en février 2022 et se porte candidat à sa réélection dans le 11e district,. Il doit toutefois affronter plusieurs opposants républicains, dont le sénateur Chuck Edwards, qui se présente comme un candidat sérieux face à une « célébrité d'Instagram » (Madison Cawthorn).
Au printemps 2022, Madison Cawthorn dit avoir été invité à des orgies par des collègues républicains du Congrès, affirmant par ailleurs que ceux-ci consommaient de la drogue,. Dans les semaines qui suivent, en pleine campagne électorale, des images de l'élu portant de la lingerie féminine lors d'une fête sont publiées dans la presse. Quelques jours plus tard, une vidéo de Madison Cawthorn nu est diffusée. Pour le représentant, il s'agit d'un chantage. Il estime que ce sont des anciennes images de lui « faisant l'idiot » avec des amis.
Le 17 mai 2022, Madison Cawthorn est battu par le sénateur Chuck Edwards lors de la primaire républicaine de mi-mandat. Il rassemble environ 32 % des voix, contre plus de 33 % pour son adversaire. Il n'aura donc effectué qu'un seul mandat à la Chambre des représentants.

## Positions politiques et foi
Madison Cawthorn est un républicain particulièrement conservateur, fortement influencé par la religion. Chrétien non dénominationnel pieux, il estime que « le Seigneur et la Bible […] affectent chacune de [ses] décisions ». Il déclare également avoir converti plusieurs personnes, notamment musulmanes, au christianisme.
Il s'oppose notamment à l'avortement, à l'immigration et aux limitations au droit de porter des armes. Au niveau institutionnel, il soutient la limitation du nombre de mandats parlementaires.